# Helmut Richter (General)
Helmut Richter (* 22. Juni 1891 in Stuttgart; † 18. April 1977 in Seeheim) war ein deutscher General der Flakartillerie der Luftwaffe im Zweiten Weltkrieg.

## Leben
Beförderungen
- 4. Dezember 1911 Fahnenjunker-Unteroffizier
- 22. März 1912 Fähnrich
- 19. November 1912 Leutnant
- 22. März 1916 Oberleutnant
- 1. November 1922 Hauptmann
- 1. April 1933 Major
- 1. November 1935 Oberstleutnant
- 1. Januar 1938 Oberst
- 1. August 1939 Generalmajor
- 1. August 1941 Generalleutnant
- 1. Februar 1944 General der Flakartillerie

### Frühe Jahre und Erster Weltkrieg
Richter trat am 5. Juli 1911 als Fahnenjunker in das Hohenzollernsche Fußartillerie-Regiment Nr. 13 in Ulm ein, wo er bis zum Ausbruch des Ersten Weltkrieges auch als Kompanieoffizier agierte. Nach Kriegsausbruch war er innerhalb dieses Regiments bis Anfang Juli 1915 Adjutant der 4. Fußartillerie-Brigade. Nach einem Ausbildungskursus an der Fußartillerieschießschule Jüterbog, die vom 6. Juli bis 5. August 1915 stattgefunden hatte, wechselte Richter zum 6. August 1915 zum Ersatz-Bataillon des Lauenburgischen Fußartillerie-Regiment Nr. 20 für zwölf Monate über. Zum 6. August 1916 erfolgte seine Abkommandierung zum Fußartillerie-Regiment „von Linger“ (Ostpreußisches) Nr. 1, wo er bis zum 26. Dezember 1916 als Adjutant und Kompanieführer agierte. Von dort aus wurde Richter am 27. Dezember 1916 zur Marine-Kanonen-Batterie 3 abkommandiert, zu dessen Führer er am 12. Januar 1917 wurde. Für seine Tätigkeit während des Krieges wurde Richter mit beiden Klassen des Eisernen Kreuzes, dem Ehrenkreuz III. Klasse des Fürstlichen Hausordens von Hohenzollern mit Schwertern, dem Hamburger Hanseatenkreuz sowie dem Ritterkreuz II. Klasse des Friedrichs-Ordens mit Schwertern ausgezeichnet.

### Weimarer Republik
Nach Kriegsende war er vom 31. Dezember 1918 bis 5. Februar 1919 weiterhin zunächst als Kompanieoffizier im Hohenzollernschen Fußartillerie-Regiment Nr. 13. Anschließend war er bis zum 10. März 1919 Adjutant in der Versuchsabteilung der Artillerieprüfungskommission in Berlin. Von dort aus wechselte Richter zum 11. März 1919 als Assistent bei der Feldzeugmeisterei in das Reichswehrministerium, wo er bei der Beschaffungsinspektion IV 16 eingesetzt war. Ende Januar 1920 kam Richter als Batterieoffizier zum 5. Artillerie-Regiment der Reichswehr, wo er von Oktober bis Dezember 1920 als Abteilungsadjutant eingesetzt war.
Zum 1. Januar 1921 erfolgte seine Abkommandierung zum 3. (Preußisches) Artillerie-Regiment, wo er ebenfalls zunächst als Batterieführer eingesetzt wurde. Dort absolvierte Richter von Mai bis Juli 1921 einen Artillerieschießlehrgang in Grafenwöhr. Zum 15. März 1923 wechselte er sodann in den Stab der I. Abteilung dieses Regiments in Schweidnitz über, wo er bis Ende März 1925 eingesetzt war. Während dieser Zeit war Richter vom 15. März bis Ende 31. Dezember 1923 zur Inspektion für Waffen und Geräte im Reichswehrministerium abkommandiert. Im April 1924 wurde Richter als Hauptmann beim Stab und als Fürsorgeoffizier in der V. Abteilung in Sagan eingesetzt, dessen Funktion er bis März 1927 innehatte. Im Anschluss hieran fungierte er bis 1931 als Batteriechef und wechselte noch im Laufe des Jahres in den Regimentsstab über. Von 1932 bis Ende September 1933 diente er dann im Stab der V. (reitenden) Abteilung in seinem Regiment und war zugleich Standortältester in Sprottau.

### Übertritt zur Luftwaffe
Am 1. Oktober 1933 erfolgte Richters Abkommandierung in den Stab der Heeres Fahr-Abteilung Ludwigsburg, zu dessen Kommandeur er am 1. Oktober 1934 ernannt wurde. Diese Abteilung, wurde unter seinem Kommando am 1. April 1935, unter seinem gleichzeitig Übertritt, in die Luftwaffe überführt. Dort führte Richter die Abteilung noch bis Ende September 1935. Anschließend wurde er am 1. Oktober 1935 zum Abteilungskommandeur im Flak-Regiment 3 ernannt. Am 1. Oktober 1936 stieg er dann zum Kommandeur des Regiments auf, gab dieses Kommando allerdings bereits Ende März 1937 wieder ab und wurde in das Reichsluftfahrtministerium versetzt. Hier fungierte Richter bis Ende März 1940 als Abteilungschef beim Luftwaffen-Personalamt. Zum 1. April 1940 wurde Richter zum Höheren Kommandeur der Festungs-Flakartillerie III ernannt. Ein Vorläufer des späteren Luftverteidigungskommandos 11 bzw. nach dessen erneuten Umbenennung, der 11. Flak-Division, dessen Kommandeursfunktion Richter ununterbrochen bis zum 31. Oktober 1943 innehielt.
In dessen Anschluss, wurde Richter am 1. November 1943 zum General der Flakartillerie beim Luftwaffenkommando Südost mit Gefechtsstand in Saloniki ernannt. Ihm oblag in dieser Funktion die operative Führung aller Flakverbände in diesem Gebiet, die sich aus der 5. Flak-Division und der 19. Flak-Division zusammen setzten. Am 20. Oktober 1944 wurde diese Stelle in den Generalstab des V. Flak-Korps umgewandelt. Richter selbst, führte das Korps bis zum 14. November 1944, gab am 15. November 1944 die Geschicke an General der Flakartillerie Otto Wilhelm von Renz ab und wurde am selbigen Tag zum Kommandierenden General der Flakartillerie beim Oberbefehlshaber der Westbefestigungen ernannt. Diese Funktion, hielt Richter bis zum Februar 1945 inne. Danach wurde die Dienststelle aufgrund der Erdlage abgewickelt und Richter in die Führerreserve des Oberkommando der Luftwaffe (OKL) versetzt. Ein Kommando übernahm Richter dann bis Kriegsende nicht mehr. Am 8. Mai 1945 geriet er in Kriegsgefangenschaft, aus der er im Mai 1947 wieder entlassen wurde.